# 圣芒维厄博卡日
圣芒维厄博卡日（法語：Saint-Manvieu-Bocage，法語發音：[sɛ̃ mɑ̃vjø bɔkaʒ] ⓘ）是法国卡尔瓦多斯省的一个旧市镇，属于维尔区。2017年，圣芒维厄博卡日与临近的9个市镇合并为新市镇努德谢讷。

## 地理
圣芒维厄博卡日（48°49'31"N, 0°58'38"W）面积11.78 平方千米，位于法国诺曼底大区卡爾瓦多斯省，该省份为法国西北部沿海省份，北濒大西洋英吉利海峡，东北与滨海塞纳省以海上边界相接，东临厄尔省，南至奧恩省，西与芒什省接壤。
与圣芒维厄博卡日接壤的市镇（或旧市镇、城区）包括：尚迪布、库隆斯、梅尼勒克兰尚、圣日耳曼德塔勒旺德-拉朗德沃蒙、圣瑟韦卡尔瓦多斯、维尔。

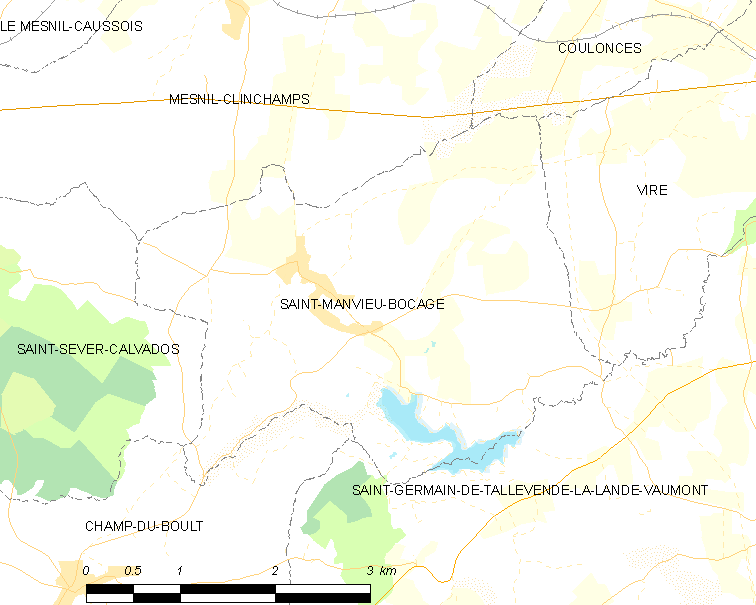
圣芒维厄博卡日的OSM定位图

圣芒维厄博卡日的时区为UTC+01:00、UTC+02:00（夏令时）。

## 行政
圣芒维厄博卡日的邮政编码为14380，INSEE市镇编码为14611。

## 政治
圣芒维厄博卡日所属的省级选区为维尔诺曼底县。

## 人口

1962-2008年间圣芒维厄博卡日人口变化图示

圣芒维厄博卡日于2018年1月1日时的人口数量为551人。